# Lee Dae-Hoon
Lee Dae-Hoon (Seúl, 5 de febrero de 1992) es un deportista surcoreano que compitió en taekwondo.
Participó en tres Juegos Olímpicos de Verano entre los años 2012 y 2020, obteniendo dos medallas, plata en Londres 2012 y bronce en Río de Janeiro 2016. En los Juegos Asiáticos consiguió tres medallas de oro entre los años 2010 y 2018.
Ganó cuatro medallas en el Campeonato Mundial de Taekwondo entre los años 2011 y 2019, y dos medallas en el Campeonato Asiático de Taekwondo, en los años 2012 y 2014.

## Palmarés internacional
| Juegos Olímpicos    | Juegos Olímpicos             | Juegos Olímpicos  | Juegos Olímpicos |
| Año                 | Lugar                        | Medalla           | Categoría        |
| ------------------- | ---------------------------- | ----------------- | ---------------- |
| 2012                | Londres (Reino Unido)        | Medalla de plata  | –58 kg           |
| 2016                | Río de Janeiro (Brasil)      | Medalla de bronce | –68 kg           |
| Campeonato Mundial  |                              |                   |                  |
| Año                 | Lugar                        | Medalla           | Categoría        |
| 2011                | Gyeongju (Corea del Sur)     | Medalla de oro    | –63 kg           |
| 2013                | Puebla (México)              | Medalla de oro    | –63 kg           |
| 2017                | Muju (Corea del Sur)         | Medalla de oro    | –68 kg           |
| 2019                | Mánchester (Reino Unido)     | Medalla de bronce | –68 kg           |
| Juegos Asiáticos    |                              |                   |                  |
| Año                 | Lugar                        | Medalla           | Categoría        |
| 2010                | Cantón (China)               | Medalla de oro    | –63 kg           |
| 2014                | Incheon (Corea del Sur)      | Medalla de oro    | –63 kg           |
| 2018                | Yakarta (Indonesia)          | Medalla de oro    | –68 kg           |
| Campeonato Asiático |                              |                   |                  |
| Año                 | Lugar                        | Medalla           | Categoría        |
| 2012                | Ciudad Ho Chi Minh (Vietnam) | Medalla de oro    | –58 kg           |
| 2014                | Taskent (Uzbekistán)         | Medalla de oro    | –63 kg           |